# Bichlbach
Bichlbach település Ausztria tartományának, Tirolnak a Reutte járásában található. Területe 30,6 km², lakosainak száma 753 fő, népsűrűsége pedig 25 fő/km² (2014. január 1-jén). A település 1079 méteres tengerszint feletti magasságban helyezkedik el.
A település részei: Bichlbach, Lähn és Wengle.

## Fordítás
- Ez a szócikk részben vagy egészben  a   Bichlbach című angol Wikipédia-szócikk ezen változatának fordításán alapul.  Az eredeti cikk szerkesztőit annak laptörténete sorolja fel. Ez a jelzés csupán a megfogalmazás eredetét és a szerzői jogokat jelzi, nem szolgál a cikkben szereplő információk forrásmegjelöléseként.